# Claudius Four
Pour les articles homonymes, voir Four et Berrier.
Claudius Florentin Four, né le 21 novembre 1895 à Saint-Maurice-de-Beynost et mort le 11 décembre 1943 à La Ville-aux-Bois-lès-Pontavert (l'avion le ramenant de Londres étant abattu au-dessus de Berry-au-Bac), est un instituteur français, combattant de la 1re et 2e guerres mondiales, distingué Compagnon de la Libération entre autres décorations.

## Biographie
Claudius Florentin Four est le fils de François Four (instituteur à Saint-Maurice-de-Beynost, âgé de 30 ans en 1895) et de Marie Bérier. 
Lors de son incorporation en 1914, il est instituteur à Tramoyes et vit chez ses parents. Il passe par plusieurs régiments d’infanterie, avant d'être envoyé en décembre 1916 sur le front en Orient où il est blessé. Il est démobilisé le 20 septembre 1919. Il reprend son activité d'instituteur, il exerce ce métier en 1920 à Casablanca. Il se marie le 21 juillet 1923 à Léaz avec Henriette Félicie Brizon. Il est syndicaliste à la CGT.
En 1939, il est à nouveau mobilisé, dans un régiment à Meknès. Il refuse l'armistice et donc sa mutation d’office et prit une retraite anticipée, ce qui déplut au pouvoir en place, et provoqua son arrestation en 1941 et son expulsion du Maroc en 1942. Il devient agent du bureau central de renseignements et d'action de fin 1942 jusqu'à l'été 1943, s'activant dans l'Ain où il est agent P 2 de l'Armée secrète. Il commande un groupe très actif dans la destruction des chemins de fer dans la région de Bourg-en-Bresse. Il rejoint Londres où il arrive le 21 septembre 1943.
Il est volontaire pour une mission aérienne en France, pour laquelle il se prépare en novembre. L'avion de sa mission fut abattu au-dessus de l'Aisne, tout l'équipage fut tué.
Claudius Four est inhumé dans l'ossuaire militaire, dans le cimetière de Bourg-en-Bresse,.

## Décorations
- Chevalier de la Légion d'honneur
- Compagnon de la Libération par décret du 7 août 1945
- Croix de guerre 1914-1918 (7 citations)
- Croix de guerre 1939-1945 avec palme
- Insigne des blessés militaires
- Médaille interalliée de la Victoire
- Médaille commémorative française des opérations du Moyen-Orient
- Officier du Ouissam alaouite, Maroc
- Médaille Commémorative Serbe 1914-1918

## Sources
- « Claudius Four », sur ordredelaliberation.fr
- (en)« Claudius Four », sur specialforcesroh.com